# Rochefort, Charente-Maritime
Rochefort, inofficiellt också Rochefort-sur-Mer, är en stad i sydvästra Frankrike i departementet Charente-Maritime och regionen Nouvelle-Aquitaine.
Det är den tredje största staden i Charente-Maritime efter La Rochelle och Saintes.

## Läge
Rochefort ligger 28 km söder om La Rochelle som är huvudstad i Charente-Maritime. Staden ligger också 6 km väster om Tonnay-Charente, 30 km norr om Royan och 40 km nordväst om Saintes, andra städer som ligger i Charente-Maritime.
Som Tonnay-Charente, ligger hela staden vid högra stranden av floden Charente. Staden ligger cirka 20 km från flodens mynning i Atlanten.
Det är både en hamnstad med flera industrier och en turisthamn med omkring tre hundra fritidsbåtar och segelbåtar.

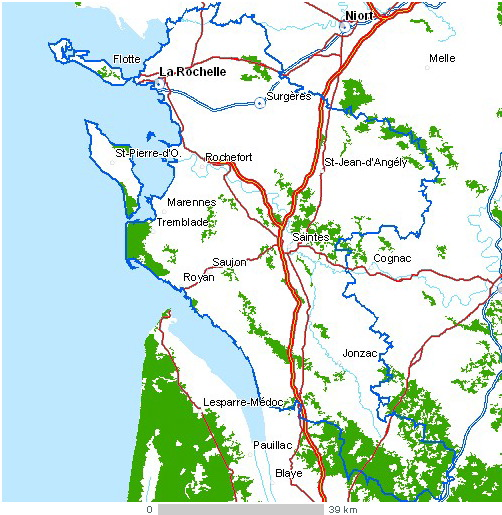
Karta över det franska departementet Charente-Maritime. Rochefort ligger söder om La Rochelle.

## Befolkning
Staden hade 25 999 invånare (2007) och är den tredje orten av Charente-Maritime efter La Rochelle och Saintes.
Rochefort med förorter har ungefär 40 000 invånare (2007).
Dess invånare kallas på franska Rochefortaises (f) och Rochefortais (m).

## Befolkningsutveckling
Antalet invånare i kommunen Rochefort
| Referens: INSEE |

## En historisk stad
Den grundades 1666 för att fungera som flottbas.

## En turistort
Rochefort är en viktig turistort med tio museer.
Finns det också en viktig kurort i Rochefort med 12 000 patienter varje år.